# Zona mesopelágica

As camadas da zona pelágica.

A zona mesopelágica (do Grego μέσον, meio) é a camada da zona pelágica que se estende dos 200 aos 1.000 metros de profundidade abaixo da superfície do oceano. Embora alguma luz penetre nesta profundidade, ela é insuficiente para ocorrer fotossíntese. A temperatura  desta camada, nas regiões mais quentes do globo varia entre 20 °C na parte superior e 4 °C na inferior. A pressão pode atingir 1.500 PSI, o que equivale ao peso de dois quadriciclos em cada polegada quadrada do corpo humano.
Animais como o espadarte, a lula, a enguia-lobo e o choco vivem aqui.
Em biologia marinha chamam-se mesopelágicos os animais aquáticos que fazem grandes migrações verticais diárias, aproximando-se da superfície da água à noite e vivendo em águas profundas durante o dia. Exemplo deste grupo são os peixes-lanterna. 